# Acrocercops phaeodeta
Acrocercops phaeodeta là một loài bướm đêm thuộc họ Gracillariidae. Nó được tìm thấy ở Samoa. Nó được miêu tả bởi Edward Meyrick năm 1927.